# Helina sexmaculata
Helina sexmaculata este o specie de muște din genul Helina, familia Muscidae. A fost descrisă pentru prima dată de Preyssler în anul 1791. Conform Catalogue of Life specia Helina sexmaculata nu are subspecii cunoscute.